# Kecskéd
Kecskéd ist eine ungarische Gemeinde im Kreis Oroszlány im Komitat Komárom-Esztergom.

## Geographische Lage
Kecskéd liegt im Norden Ungarns am nordwestlichen Fuß des Vértes-Gebirges, das zum Ungarischen Mittelgebirge in Transdanubien gehört. Der Ort liegt 55 km westlich von Budapest, 10 km südwestlich von Tatabánya und 4 km nördlich von Oroszlány.

## Gemeindepartnerschaft
- Biedenkopf, Deutschland

## Sehenswürdigkeiten
- Heimatmuseum (Tájház)
- Marienkapelle (Mária kápolna)
- Römisch-katholische Kirche Szent Anna, erbaut 1760–1764

## Verkehr
Von der Anschlussstelle Tatabánya-Centrum der Autobahn M1 (Europastraßen E 60, E 75 Wien–Budapest) sind es 13 km bis Kecskéd. Durch die Gemeinde führt die Landstraße Nr. 8155. Es gibt in Kecskéd zwei Bahnhöfe. Der im südöstlichen Teil des Ortes gelegene Bahnhof Kecskéd alsó ist angebunden an die Eisenbahnstrecke von Tatabánya nach Oroszlány. Der Bahnhof im nordwestlichen Teil des Ortes liegt an der ehemaligen Eisenbahnstrecke von Tatabánya nach Pápa, auf der der Personenverkehr im Jahr 2007 eingestellt wurde.